# Dörnbergstraße 2 (Kassel)

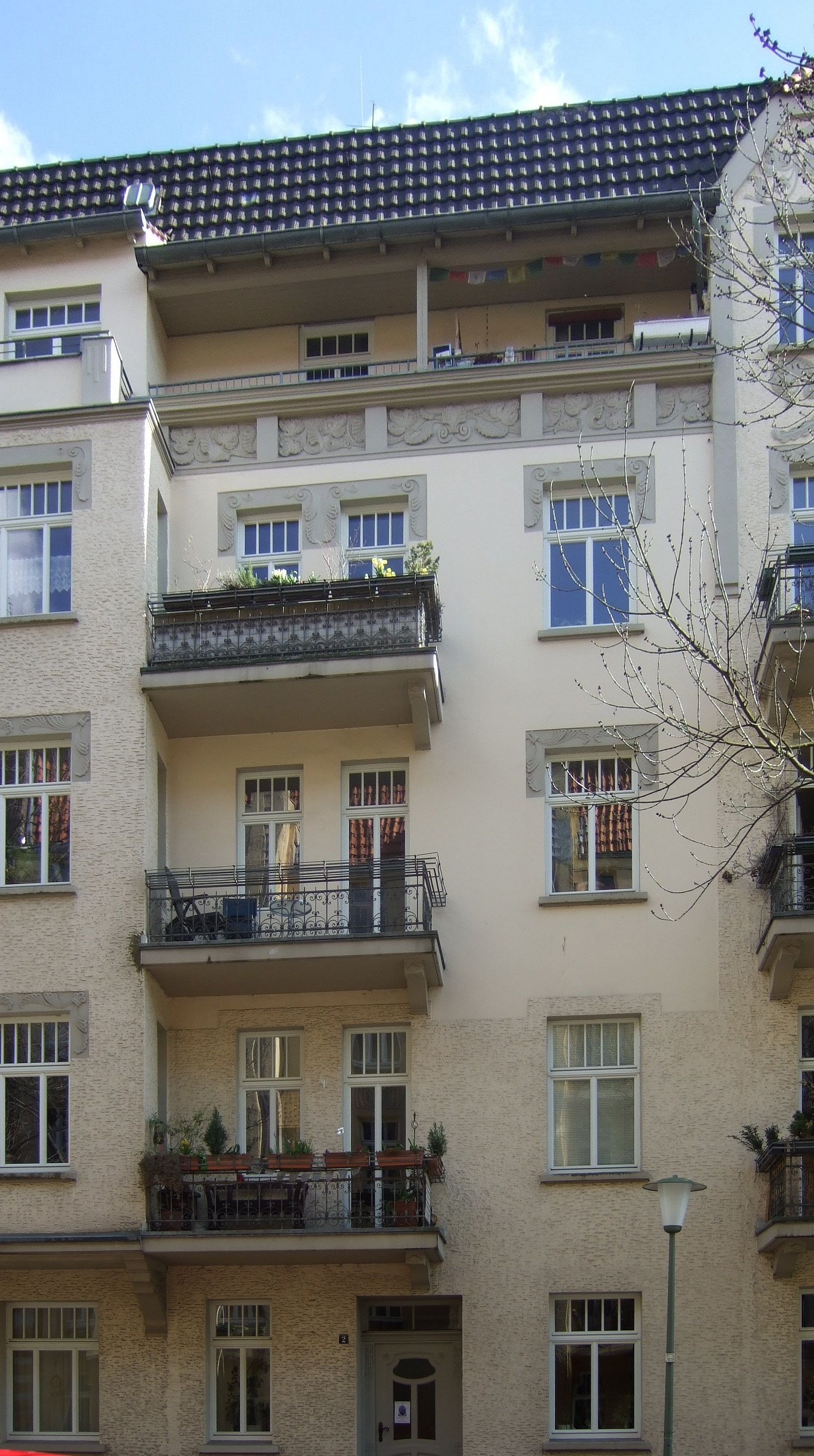
Haus Dörnbergstr. 2 in Kassel

Das Haus Dörnbergstraße 2 (Gemarkung Wehlheiden, Flur 1, Flurstück 1434/160) ist ein gemäß § 2 (1) Hessisches Denkmalschutzgesetz denkmalgeschütztes Kulturdenkmal im Stadtteil Vorderer Westen in Kassel. Der Denkmalschutz besteht aus künstlerischen und städtebaulichen Gründen.

## Geschichte
Das viergeschossige Wohnhaus mit ausgebautem Mansardflachdach wurde um 1909 durch den Architekten und Kunststeinfabrikanten Wilhelm Gieseke erbaut. 1981/82 wurde das Gebäude saniert, 1985 in Wohnungseigentum mit zehn Wohneinheiten aufgeteilt. 1996 erfolgte eine weitere Sanierung.

## Baumerkmale
Stilistisch ist das Gebäude zwischen Historismus und Reformarchitektur einzuordnen. Es ist asymmetrisch aufgebaut mit einem dreigeschossigen Erker zum linken Nachbarhaus und einer Loggia und einem Zwerchhaus im Dachgeschoss. Neben einer einfachen Fassade mit geglättetem Rauputz in den beiden unteren Etagen und am Erker sowie Glattputz in den oberen Etagen stehen gründerzeitliche schmiedeeiserne Balkongeländer, eine Jugendstilhaustür, Fassadenstuck an den Fenstern und ein Weinlaubfries unter der Traufe und der Loggiabrüstung.